# Colonia del Río Swan
La colonia del Río Swan (en inglés: Swan River Colony, en español: río Cisne) fue una colonia británica establecida en 1829 en el río homónimo, en Australia Occidental.
El nombre era pars pro toto para el oeste de Australia. En 1832, la colonia pasó a llamarse Australia Occidental, cuando el teniente-gobernador fundador de la colonia, el capitán James Stirling, recibió su comisión tardíamente. Sin embargo, el nombre "Río Swan" se mantuvo en uso informal durante muchos años.

## Exploración europea

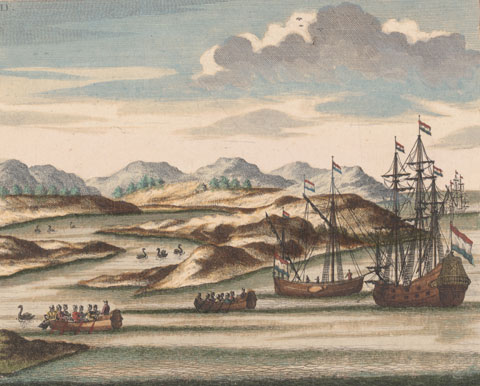
Barcos de Willem de Vlamingh, con cisnes negros, en la entrada del río Swan, Australia Occidental, grabado en color (1796), derivado de un dibujo anterior (ahora perdido) de las expediciones de Vlamingh de 1696-97.

Los primeros registros europeos de divisar tierra donde ahora se encuentra la ciudad de Perth fueron los navegantes neerlandeses. Probablemente el primer visitante de la zona del río Swan fue Frederick de Houtman el 19 de julio de 1619, viajando en los barcos Dordrecht y Amsterdam. Sus registros indican que llegó por primera vez a la costa de Australia Occidental en la latitud 32° 20' sur, lo que equivaldría a Rottnest o justo al sur de allí. No aterrizó debido al fuerte oleaje, y así procedió hacia el norte sin mucha investigación.
El 28 de abril de 1656, el Vergulde Draeck en ruta a Batavia (ahora Yakarta) naufragó a 107 km al norte del río Swan, cerca de punta Ledge. De los 193 a bordo, solo 75 llegaron a tierra. Un pequeño bote que sobrevivió a los escombros luego navegó a Batavia en busca de ayuda, pero un grupo de búsqueda posterior no encontró a ninguno de los sobrevivientes. El naufragio fue redescubierto en 1963.
En 1658, tres barcos de la República Neerlandesa, también buscando parcialmente al Vergulde Draeck, visitaron la zona. Waekende Boey bajo el capitán S. Volckertszoon, Elburg bajo el capitán J. Peereboom y Emeloort bajo el capitán A. Joncke vio a Rottnest pero no se acercó más al continente debido a los muchos arrecifes. Luego viajaron al norte y posteriormente encontraron el naufragio del Vergulde Draeck (pero aún sin sobrevivientes). Dieron una opinión desfavorable de la zona en parte debido a los arrecifes peligrosos.

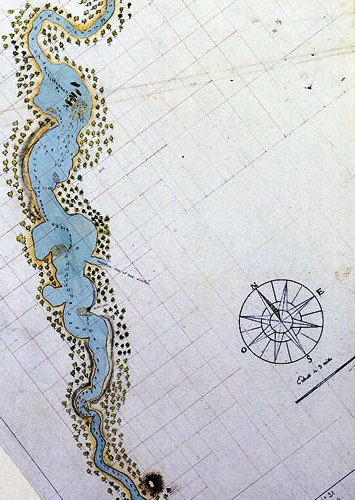
El primer mapa detallado del río Swan, dibujado por los franceses en 1801.

El capitán neerlandés Willem de Vlamingh fue el siguiente europeo en el área. Al mando de tres barcos, Geelvink, Nyptangh y Wezeltje, llegó y nombró a Rottnest el 29 de diciembre de 1696, y el 10 de enero de 1697 descubrió y nombró el río Swan. Sus barcos no podían navegar río arriba debido a una barra de arena en su desembocadura, por lo que envió un sloop que incluso entonces requería un poco de arrastre sobre la barra de arena. Navegaron hasta llegar a las planicies de barro, probablemente cerca de la isla Heirisson. Vieron a algunos aborígenes pero no pudieron conocerlos de cerca. Vlamingh tampoco estaba impresionado con el área, y esta fue probablemente la razón de la falta de exploración neerlandesa a partir de entonces.
En 1801, los barcos franceses Géographe capitaneado por Nicolás Baudin y Naturaliste capitaneado por Emmanuel Hamelin visitaron el área desde el sur. Mientras Géographe continuaba hacia el norte, Naturaliste permaneció durante unas semanas. Una pequeña expedición arrastró balandras sobre la barra de arena y exploró el río Swan. También dieron descripciones desfavorables con respecto a cualquier posible asentamiento debido a la gran cantidad de planicies de barro aguas arriba y la barra de arena (esta no se retiró hasta la década de 1890 cuando C. Y. O'Connor construyó el puerto de Fremantle).
Más tarde, en marzo de 1803, Géographe con otro barco, Casuarina, pasó por Rottnest en su camino de regreso a Francia, pero no se detuvo más de un día o dos.
La siguiente visita a la zona fue la del primer explorador marítimo nacido en Australia, Phillip Parker King en 1822 en el Bathurst. King también era hijo del exgobernador Philip Gidley King de Nueva Gales del Sur. Sin embargo, King tampoco estaba impresionado con el área.

## Poblamiento

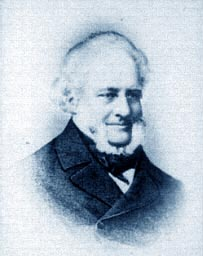
Almirante James Stirling.

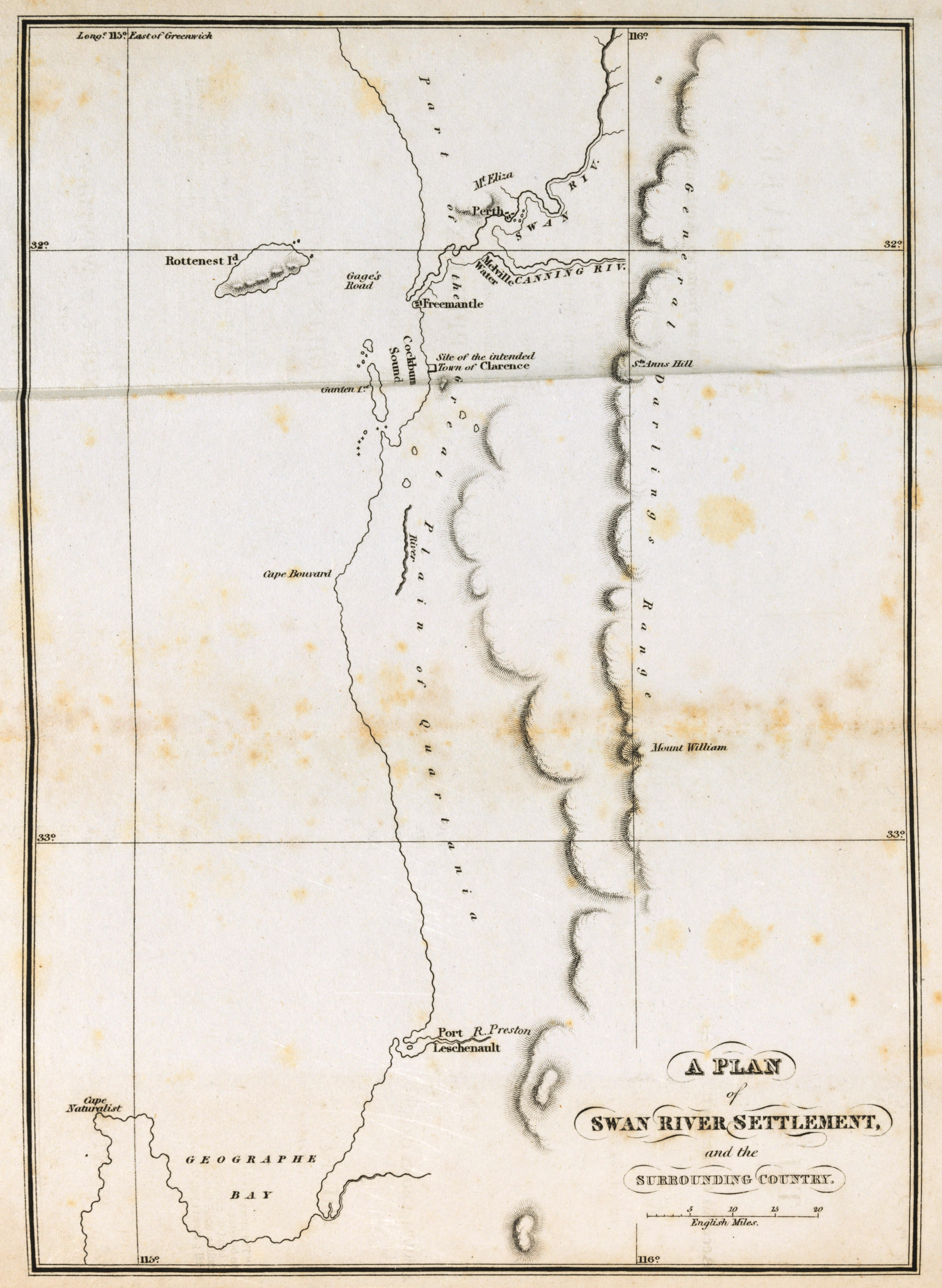
Mapa del asentamiento del río Swan y zona circundante (1831).

El padre fundador de Australia Occidental fue el capitán James Stirling, quien, en 1827, exploró el área del río Swan en el HMS Success, que primero fondeaba en Rottnest y luego en Cockburn Sound. Fue acompañado por Charles Fraser, el botánico de Nueva Gales del Sur.
Su exploración inicial comenzó el 8 de marzo en un cortador y concierto con fiestas que continuaron a pie desde el 13 de marzo. A fines de marzo, HMS Success se arribó a Sídney, llegando allí el 15 de abril. Stirling regresó a Inglaterra en julio de 1828, promoviendo en términos positivos el potencial agrícola del área. Su cabildeo fue para el establecimiento de un asentamiento "libre" (a diferencia de las colonias penales establecidas en Nueva Gales del Sur, Port Arthur y la isla Norfolk) en el área del río Swan con él como su gobernador. Como resultado de estos informes y el rumor en Londres de que los franceses estaban a punto de establecer una colonia penal en la parte occidental de Australia, posiblemente en la bahía Shark, la Oficina Colonial aceptó la propuesta a mediados de octubre de 1828.
En diciembre de 1828, un secretario de Estado para las colonias despachó tierras reservadas para la Corona, así como para el clero y para la educación, y especificó que la fachada del agua debía ser racionada. La exploración más superficial había precedido a la decisión británica de fundar un asentamiento en el río Swan; los acuerdos más improvisados debían regular su establecimiento inicial y la concesión de tierras; y las encuestas más incompletas se harían antes de que las subvenciones fueran realmente ocupadas. Se elaboró un conjunto de regulaciones para la distribución de tierras a los colonos sobre la base de concesiones de tierras. Las negociaciones para un acuerdo de gestión privada también se iniciaron con un consorcio de cuatro caballeros encabezados por Potter McQueen, un miembro del Parlamento que ya había adquirido una gran extensión de tierra en Nueva Gales del Sur. El consorcio se retiró después de que la Oficina Colonial se negara a darle preferencia a los colonos independientes para seleccionar tierras, pero un miembro, Thomas Peel, aceptó los términos y procedió solo. A Peel se le asignaron 500,000 acres (2,000 km²), condicionado a su llegada al asentamiento antes del 1 de noviembre de 1829 con 400 colonos. Peel llegó después de esta fecha con solo 300 colonos, pero aún se le otorgó 250,000 acres (1,000 km²).
El primer barco que llegó al río Swan fue el HMS Challenger. Después de que atracó en isla Garden el 25 de abril de 1829, el capitán Charles Fremantle declaró la Colonia del Río Swan para Gran Bretaña el 2 de mayo de ese año.
Los primeros informes de la nueva colonia llegaron a Inglaterra a fines de enero de 1830. Describieron las malas condiciones y el estado de hambruna de los colonos, consideraron la tierra totalmente inadecuada para la agricultura e informaron (incorrectamente) que los colonos habían abandonado la colonia. Como resultado de estos informes, muchas personas cancelaron sus planes de migración o se desviaron a Ciudad del Cabo o Nueva Gales del Sur.
Sin embargo, llegaron unos pocos colonos y se despacharon tiendas adicionales. Para 1832, la población de la colonia había alcanzado unos 1.500 (los aborígenes no se contaban, pero en el sudoeste se estimaba en 15.000), pero la dificultad de limpiar la tierra para cultivar era tan grande que para 1850 la población solo había aumentado a 5.886. Esta población se había asentado principalmente en la costa suroeste de Bunbury, Augusta y Albany.